# Индустријска зона Страда дела Мандрија (Торино)
Индустријска зона Страда дела Мандрија је насеље у Италији у округу Торино, региону Пијемонт.
Према процени из 2011. у насељу је живело 8 становника. Насеље се налази на надморској висини од 212 м.